# 1997 YB10
1997 YB10 är en asteroid i huvudbältet som upptäcktes den 25 december 1997 av de båda japanska astronomerna Takeshi Urata och Tetsuo Kagawa vid Gekko-observatoriet.
Asteroiden har en diameter på ungefär 10 kilometer och den tillhör asteroidgruppen Dora.